# Grete Weiskopf
Grete Weiskopf, de son vrai nom Margarete Bernheim (née le 11 mai 1905 à Salzbourg, morte le 15 mars 1966 à Saalfeld), est une autrice allemande de littérature d'enfance écrivant sous le pseudonyme d'Alex Wedding.

## Biographie
En 1925, Grete Bernheim gagne sa vie comme sténographe, libraire ou employée de banque à Berlin.
En 1928, elle épouse l'écrivain Franz Carl Weiskopf, originaire de Tchécoslovaquie, membre du KPD et de l'Association des écrivains prolétariens révolutionnaires. En 1931, elle publie sous le pseudonyme d'Alex Wedding chez Malik-Verlag son premier livre pour enfants Ede und Unku qui se retrouvera dans les autodafés de 1933. Cette même année, elle fuit avec son mari à Prague puis en 1939 à Paris et New York.
Après la Seconde Guerre mondiale, elle suit son mari dans sa mission diplomatique pour la Tchécoslovaquie, d'abord comme conseiller à Washington DC, délégué à Stockholm de 1949 à 1950 puis ambassadeur à Pékin entre 1950 et 1952, où elle travaille comme correspondante et traductrice. Ils reviennent à Prague puis déménagent l'année suivante à Berlin-Est. De 1953 à sa mort, elle vit en République démocratique allemande, notamment dans la Haus des Kindes à la Strausberger Platz à Berlin. Elle est membre de l'Académie des arts de la RDA de 1956 à 1966.
Le 27 janvier 2011, à l'occasion du Jour du souvenir des victimes du nazisme (de), une voie Ede-und-Unku-Weg est inaugurée dans Berlin-Friedrichshain en souvenir de Grete Weiskopf et d'Erna Lauenburger (de).

## Œuvre
- Ede und Unku. Malik-Verlag, Berlin 1931
- Das Eismeer ruft. Malik-Verlag, London 1936
- Die Fahne des Pfeiferhänsleins. 1948 (sur Hans Böhm)
- Söldner ohne Sold. Ein Roman für die Jugend. 1948 (réédité en 1951 sous le titre Das große Abenteuer des Kaspar Schmeck)
- Das eiserne Büffelchen. 1952
- Die Drachenbraut. Chinesische Volksmärchen. 1961
- Hubert, das Flusspferd.
- Im Schatten des Baobab. Märchen und Fabeln aus Afrika. Alfred Holz Verlag, Berlin 1965

## Filmographie
Scénario
- 1957: Lissy

Adaptation des œuvres d'Alex Wedding
- 1961: Das Eismeer ruft
- 1980: Als Unku Edes Freundin war (de)
- 1981: Das große Abenteuer des Kaspar Schmeck (de)
- 1984: Das Eismeer ruft